# Wolfram Cramer von Clausbruch

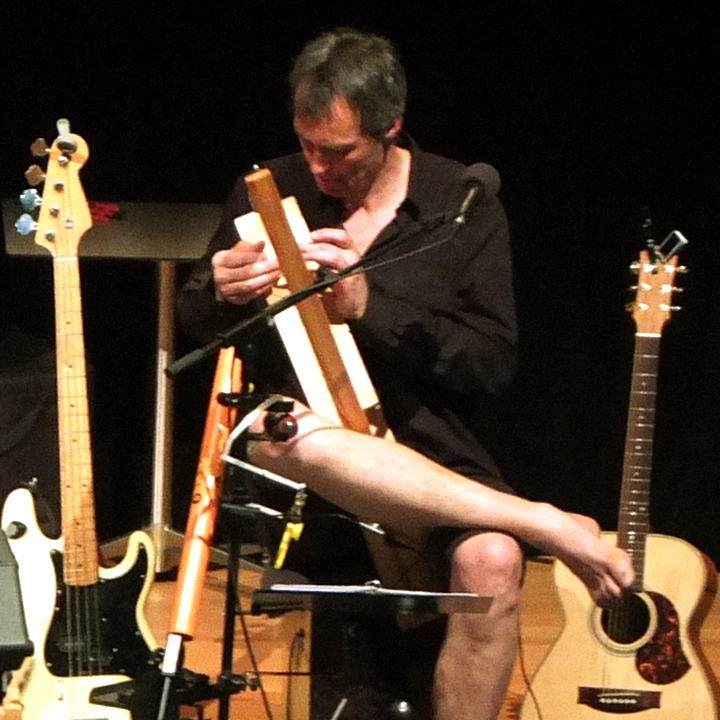
Wolfram Cramer von Clausbruch 2018 in der Klosterkirche Lennep

Wolfram Cramer von Clausbruch (* 7. Juni 1962 in Wuppertal) ist ein deutscher Musiker, Multiinstrumentalist und Komponist.

## Leben
Als Kind erhielt Cramer von Clausbruch mit neun Jahren Unterricht im Klavierspiel, brachte sich selbst, seinen Bruder als Vorbild, aber auch das Gitarrespielen bei und befasste sich mit weiteren Instrumenten wie der Mundharmonika. Nach dem Abitur in Schwelm absolvierte er eine Ausbildung zum Einzelhandelskaufmann und seinen Zivildienst. Anschließend bestand er die Prüfung zur Aufnahme an der Musikhochschule Wuppertal und studierte dort die beiden zuerst erlernten Instrumente Gitarre und Klavier. Später erarbeitete er sich neue Instrumente, vor allem Akkordeon, Bass, Harfe, Ukulele und weitere Saiteninstrumente, aber auch Cajón, Hang und andere Perkussionsinstrumente sowie Flöte, Kazoo und ähnliche.
Er tritt bundesweit in verschiedenen Formationen wie auch solo auf und arbeitet in Wuppertal sowie Hückeswagen als Gitarren- und Klavierlehrer. Als Musiker und Komponist war er an mehreren Album-Produktionen beteiligt, unter anderem gemeinsam mit Thomas Kagermann und Urs Fuchs.
Cramer von Clausbruch war verheiratet und hat einen Sohn.

## Diskografie
Alle Mitwirkungen nach Discogs.
- 1989: Hinter Den Wolken album – mit Thomas Kagermann (Hansa Musik Produktion) – Komposition; Keyboards, Piano, Chor
- 1998: Das Herz – mit Papalagi  (Pepe Music) – Keyboards
- 1999: Nature In Concert / They Came From Atlantis – mit Thomas Kagermann, Tom Dams  (EMI Electrola) – Keyboards
- 2000: Western Winds On Celtic Shores – mit Talking Water  (Biber Records / Vollton Musikverlag) – Akkordeon
- 2000: Running For The Click – mit Strinx (2) (HollySound) – Akkordeon
- 2006: Power Of The Moon – mit Talking Water (Westpark Music) – Komposition; Gesang, diverse Instrumente